# سیلویا کریستل
سیلویا کریستل (هلندی: Sylvia Kristel؛ زاده ۲۸ سپتامبر ۱۹۵۲ درگذشته ۱۸ اکتبر ۲۰۱۲) خواننده، کارگردان، هنرپیشه، و مانکن اهل هلند بود. وی بین سال‌های ۱۹۷۳ تا ۲۰۱۰ میلادی فعالیت می‌کرد. او ستاره سری فیلم‌های امانوئل بود.
سیلویا کریستل به‌طور تصادفی برای فیلم تست بازیگری داد؛ زیرا قصد داشت برای یک آگهی بازرگانی تست بازیگری بدهد و از دری اشتباه وارد شد. او در لباسی با یک بند ساده که در طول مصاحبه به‌طور تصادفی جدا شده بود، برای بازی در امانوئل، تست بازیگری و به سؤالات مصاحبه پاسخ داد؛ انگار که هیچ اتفاقی نیفتاده است. کارگردان فیلم ژوست ژکین پس از گرفتن چند عکس برهنه از کریستل، او را برای نقش امانوئل استخدام کرد.

## فیلمشناسی
- امانوئل (فیلم)
- امانوئل ۲
- خداحافظ امانوئل
- امانوئل ۴
- کازانووا
- بسترهای بی‌بندوبار